# Hiša Karena
Velika hiša Karenajcev je bila ena izmed najvplivnejših sedmih "velikih hiš", oziroma aristokratskih klanov v antičnem Iranu. Svoj sedež so imeli v Hirkaniji oz. okolici Gorgana v mestu Nehavend; približno 65 kilometrov južno od velemesta Hamedana (oz. Ekbatane) - ene izmed prestolnic iranskega imperija v času vladavine Partov in Sasanidov.
Karenajci, Karenvandi oz. Karen-Pahlavani so se imeli za naslednike Karena, sina legendarnega kovača Kaveha. Karenajci kot aristokratska politična organizacija so prvič atestirani v obdobju vladavine Partov. Skupaj z veliko hišo Surena so vladali aristokratski državi iranskih Partov. Po prihodu na oblast dinastije Sasanidov, so Karenajci sklenili zavezništvo z novo vladajočo elito in postali ena od sedmih velikih hiš v sasanidskem imperiju.
Po islamizaciji Irana (l. 651) so se Karenajci vdali in se zavezali plačevati davke islamskemu kalifatu. To obdobje sodelovanja s kalifatom je trajalo do l. 783, ko je Vandad Hormozd razglasil neodvisnost in prekinil s plačevanjem tributa. Severni deli Irana so se tako osamosvojili od kalifata in nekaj stoletij bili bitko z islamom. Hiša Karenajcev je atestirana do 11. stoletja, ko so njihova območja v severnem Iranu dokončno prešla v sestav muslimanskih držav.